# 동해역 (통천)
동해역(東海驛)은 조선민주주의인민공화국 강원도 통천군에 있는 금강산청년선의 철도역이다.

## 연혁
- 1931년 7월 21일 : 동해북부선(현 : 금강산청년선)의 통천역(通川驛)으로 개업[1]
- 1950년 : 한국 전쟁 발발로 폐지
- 1996년 : 금강산청년선의 동해역으로 복원